# Schweizerspiegel
Der Schweizerspiegel ist ein politischer Roman von Meinrad Inglin, der im Jahr 1938 in Leipzig erschienen ist. Er behandelt das Schicksal der Schweiz in der Zeit um den  Ersten Weltkrieg und ist das literarische Monument nationaler Selbstbehauptung in einer extremen Krisensituation, wie sie sich ähnlich zur Zeit der Abfassung in den dreissiger Jahren wieder abzuzeichnen begann. Der Schweizerspiegel gilt als Inglins Hauptwerk.

## Inhalt und Bedeutung des Romans
Der Schweizerspiegel ist ein breit angelegter, umfangreicher Roman, der das Schicksal der Schweiz in den Jahren 1912 bis 1918 darstellt. Die Zeit des Ersten Weltkrieges war für die Schweiz nicht nur eine Phase der äusseren Bedrohung, sondern auch der inneren Spannungen, die in einer seltenen Intensität ausgelebt wurden. Das Kernthema des Romans ist denn auch die Darstellung dieser Spannungen und die Rückbesinnung auf jene Werte, die diese Spannungen abbauen können. Die Handlung setzt ein mit den vom Deutschen Kaiser besuchten grossen Armeemanövern (Kaisermanöver) im Herbst 1912 und schliesst alle wesentlichen historischen Ereignisse ein bis zum Generalstreik im November 1918. Dazu gehören die Mobilmachung der Armee und die Generalswahl, der Grenzdienst mit seinen Strapazen, die Oberstenaffäre und die Grimm-Hoffmann-Affäre. Die Saturiertheit des Bürgertums in den Vorkriegsjahren ist dabei ebenso Thema wie es die revolutionären Umtrieben am Ende des Weltkrieges sind; die uneigennützigen und opferbereiten Hilfeleistungen an den Kriegsversehrten, an denen sich Menschen aus allen Schichten beteiligten, ebenso wie die rücksichtslosen Machenschaften der Kriegsgewinnler.
Die wichtigsten Handlungsträger sind die Mitglieder der Familie des liberalen Nationalrats und Brigadekommandanten Ammann aus Zürich, sowie die weiteren Verwandten, die geschickt so gewählt sind, dass die verschiedensten Schichten, Gruppierungen und Landesteile vertreten sind. Der älteste Sohn Severin steht dabei mit seinen konservativen und deutschfreundlichen Ansichten nicht nur im Gegensatz zu seinem Bruder Paul, der sozialistische Anliegen vertritt, er steht auch in Opposition zu seinem Onkel Junod, der die welsche Seite repräsentiert. Die Vehemenz, mit der die Positionen vertreten werden, führt vorübergehend zu einem familiären Zerwürfnis, das dem inneren Zustand des ganzen Landes entspricht. So ist denn „der eigentliche »Held« des Buches [...] keine Einzelfigur, sondern – wie im Mann ohne Eigenschaften – ein Zustand; der Ausnahme- und Belagerungszustand der Schweiz, das nichtschlüssige, aber aufrüttelnde Abenteuer des bewaffneten Neutralitätsschutzes, im Kern: das stille Drama der Neutralität selbst.“
Die historischen Fakten sind Inglin grossenteils aus eigenem Erleben zur Verfügung gestanden, sind aber auch durch ausführliche Recherchen erhärtet und ergänzt worden. Ausführliche chronikalische Passagen sind eng verwoben mit der fiktionalen Erzählung: „Inglin will dokumentarisch genau vorgehen, ohne ein blosses Geschichtsbuch zu schreiben. Historisches Material und Dichtung treten in ein fruchtbares episches Spannungsverhältnis und fügen sich im Werk bruchlos ineinander.“ Der Roman kann deshalb auch als Schlüsselroman gelesen werden.
Die dargestellten Grundkonflikte der Schweiz, die sich im Laufe der Zeit und unter dem äusseren Druck des Krieges immer stärker akzentuieren, sind hauptsächlich:
- Der sprachregionale Konflikt zwischen dem deutsch- und dem französischsprachigen Landesteil, mit den entsprechenden Sympathien für die jeweiligen kriegführenden Parteien, der gleich zu Beginn des Krieges in der Wahl des Oberbefehlshabers der Armee einen ersten Höhepunkt hat.
- Die sozialen Spannungen zwischen Bürgertum und Proletariat, die während des Krieges durch Nahrungsmittelknappheit und Teuerung verstärkt und durch die revolutionären Ereignisse in den umliegenden Ländern, vor allem aber in Russland, angeheizt werden, und die sich 1918 in einem landesweiten Generalstreik entladen, der mit Hilfe der Armee niedergeschlagen wird.
- Damit verbunden der Umbruch im politischen System, wo das Machtmonopol der Freisinnigen Partei erschüttert wird durch die Erstarkung anderer, sich auch als bürgerlich verstehenden Kräfte, was einerseits zur Gründung der Bauern-, Gewerbe- und Bürgerpartei führt (vorerst in wenigen Kantonen), während andererseits in national-konservativen Kreisen an der Schaffung von Bürgerwehren gearbeitet wird.

Dazu kommen die psychischen Probleme in der Armee eines nicht kriegführenden, aber von kriegführenden Mächten umgebenen Staates, wenn während längerer Zeit unter ständiger Anspannung und höchster Gefahr immer wieder Alarmsituation herrscht, der Alarm aber jedes Mal wieder abgeblasen wird, da die erwarteten Angriffe ausbleiben. In dieser zermürbenden Lage greift der Cafard um sich und droht die Sinnhaftigkeit des militärischen Einsatzes in Frage zu stellen.
Dazu kommen ausserdem auf der persönlichen Ebene der Verlust vermeintlich fest gefügter Werte von Ehe und Familie und das Schwinden elementaren Anstandes zwischen Nachbarn und Bürgern. Streit zwischen Ehegatten, zwischen Brüdern, zwischen Vater und Sohn und zwischen Verschwägerten verbreitet sich und kann allenfalls notdürftig überkleistert werden. Kriegsgewinnler lösen die alten Eliten ab und stellen ihren neu erworbenen Reichtum hämisch zur Schau. Die Monotonie des Alltags in der Armee artet aus in wüste Alkoholexzesse.
In dieser in aller Schärfe gezeichneten Krisensituation bringen am Ende des Romans zwei Prinzipien eine Beruhigung und mögliche Befriedung: Erstens die Rückbesinnung auf die gemeinsame Geschichte, auf gemeinsame Werte und Traditionen, und darauf, dass der Reichtum der Schweiz gerade in ihrer Uneinheitlichkeit, in ihrer Vielgestaltigkeit liegt. Und zweitens das Vertrauen auf eine als schweizerisch verstandene Tugend, nämlich auf die Tugend, Konflikte nicht auf die Spitze zu treiben, sondern rechtzeitig einen Kompromiss zu suchen. Dieser „rechtzeitige Gefechtsabbruch“ verhindert auch im Falle des Generalstreiks den drohenden Bürgerkrieg und ebnet den Weg zu einer demokratisch legitimierten Neuordnung des politischen Systems.
Gattungsmässig wird man den Schweizerspiegel aufgrund seiner klaren Wirkabsicht am ehesten dem politischen Roman zuordnen; gleichzeitig trägt er mit der breit angelegten Schilderung der schweizerischen Gesellschaft aber auch Züge des Gesellschafts- oder Zeitromans.

## Personen
Die Romanhandlung wird von vielen fiktionalen Personen getragen und ist ausserdem verflochten mit Personen der Geschichte. Es gibt Interaktionen zwischen den fiktionalen und den historischen Personen, wodurch das Romangeschehen auf reizvolle Art im historischen Rahmen verankert ist.

### Fiktionale Personen
Im Zentrum des Romans stehen die Angehörigen der Familie von Alfred Ammann. Kein Handlungsstrang, der nicht wenigstens einen von ihnen als Träger hat, keine Szene, die nicht aus der Perspektive einer dieser Personen geschildert ist. Wohnort der Familie Ammann ist Zürich. Es gibt aber auch andere Schauplätze, vor allem aufgrund militärischer Grenzeinsätze im Jura und im Tessin; und Ammanns Nationalratsmandat bringt auch Bern ins Blickfeld.

#### Alfred Ammann
Alfred Ammann, im Roman selber meist nur als „Ammann“ bezeichnet, während auf die anderen Personen üblicherweise mit dem Vornamen Bezug genommen wird, stammt aus einer Bauernfamilie. Sein Bruder Robert bewirtschaftet noch immer den Hof, auf dem sie aufgewachsen sind. Alfred aber ist in die Stadt gezogen, hat Erfolg gehabt in Armee und Politik. Zu Beginn des Romans scheint er auf dem Höhepunkt seiner Karriere, ist Nationalrat, Brigadier und Jurist. Er bewohnt mit seiner Familie ein stattliches Herrschaftshaus in Zürich. Er ist überzeugter Anhänger einer liberalen Demokratie. Seine Haltung ist tolerant und human. Ammann ist das Modell des bürgerlichen Schweizers, wie es noch bis weit in die zweite Hälfte des 20. Jahrhunderts verbreitet war. Seine Handlungen allerdings scheinen kurzsichtig, wenig konsequent, eher übervorsichtig und kleinlich und ziehen einen Misserfolg nach dem andern nach sich. Seine politische Grundhaltung kann er nicht durchsetzen. Seine Söhne Severin und Paul werden ausserhalb der Mitte politisch aktiv, Fred scheint indifferent, was Ammann alles als Gefahr für die schweizerische direkte Demokratie empfindet, die seiner Meinung nach auf Engagement, Toleranz und Ausgleich angewiesen ist. Den herrschaftlichen Familiensitz setzt er ohne Not aufs Spiel und das militärische Kommando verliert er. So muss er am Ende eine enttäuschende Lebensbilanz ziehen, gemildert nur durch den Sieg der Toleranz beim Ende des Generalstreiks. Die Krise der Schweiz spiegelt sich in der Krise im Leben von Alfred Ammann.

#### Barbara Ammann
Barbara, die Frau Ammanns, ist eine resolute und umsichtige Hausfrau, deren Wirken weit über das rein Häusliche hinausgeht und die ihrem Ehemann nötigenfalls Widerstand bieten kann, wenn sie von einer Sache überzeugt ist. Während der Kriegszeit engagiert sie sich stark in der Betreuung der Kriegsopfer, die in der Schweiz vorläufig Aufnahme und Hilfe finden, und sie organisiert Geldsammlungen zu humanitären Zwecken. Sie ist auch die, die versucht, die Familie so gut wie möglich zusammenzuhalten und Streit zu schlichten. Kein Verständnis hat sie anfänglich für die Eheprobleme ihrer Tochter Gertrud, die sie zu verdrängen sucht. Umso mehr erschüttert sie der Verlust vermeintlich fest gefügter Werte.

#### Severin Ammann
Der älteste Sohn Ammanns ist Redakteur bei der Zeitung „Ostschweizer“, ein von der Redaktionskommission, zu der auch sein Vater gehört, als liberal angedachtes Blatt, das unter dem Einfluss von Severin immer stärker nationalkonservative und deutschfreundliche Züge annimmt. Während Ammann stets ausgleichend zu wirken sucht, entwickelt Severin je länger desto mehr polarisierende Tendenzen und wird zu einem radikalen Gegenspieler der welschen Position, was zum Zerwürfnis mit dem welschen Zweig der Familie (Junod) führt. Severins kompromisslose Art bringt Ammann in eine heikle Lage, der als Mitglied der Redaktionskommission mit dem Inhalt der Zeitung identifiziert wird. In der Folge wird Severin als Redakteur abgesetzt, aber ohne festen Termin, so dass er de facto weiter wirken kann. In der Auseinandersetzung um den Generalstreik traut er der Regierung und der Armee die seiner Meinung nach nötige Durchsetzungskraft nicht zu und versucht eine Bürgerwehr aufzubauen.

#### Paul Ammann
Der zweite Sohn Ammanns, Philologe mit Doktorat, gilt als höchst intelligent, kann sich aber lange nicht für einen Beruf entscheiden und findet nur schwer seine Stellung in der Gesellschaft. Als typischer Intellektueller erlebt er sich immer in analytischer Distanz zu seiner Umgebung, zu der ihm der unmittelbare Zugang fehlt. Eine durch seinen Onkel Junod vermittelte Lehrerstelle tritt er nicht an. Stattdessen versucht er als Journalist beim „Ostschweizer“ das Feuilleton zu gestalten, kann aber in seiner Stellung als Redaktionsvolontär seine Ideen nicht umsetzen. Gemeinsam erlebte Strapazen im Militärdienst bringen ihn seinen Kameraden aus dem Arbeitermilieu näher. Er beginnt sich für den Sozialismus und für den Frieden zu engagieren, was ihn der von seinem Bruder Severin auf der Redaktion bestimmten Haltung mehr und mehr entfremdet, und er verlässt seine Stelle mit einem Eklat: Er veröffentlicht einen propagandistischen Artikel in einer sozialdemokratischen Zeitung, was auch von Ammann als Affront erlebt wird. Seinem Elternhaus entfremdet, wendet er sich umso entschiedener seinen proletarischen Freunden zu, in deren Milieu er aber immer ein Fremdling bleibt und als Bürgersohn von vielen mit Misstrauen beobachtet wird. Während den revolutionären Umtrieben beim Generalstreik kann er das Vorgehen einiger der Genossen nicht billigen und distanziert sich davon. Nach dem Abbruch des Streiks durch die Streikleitung versucht er seinen Freunden den „Gefechtsabbruch“ nicht als Niederlage erscheinen zu lassen, sondern ihn als Tat der Vernunft erträglich zu machen.

#### Fred Ammann
Der jüngste der Söhne Ammanns steckt noch mitten im Studium und ist daran, die Juristerei, für die er kein Interesse und keine Begabung verspürt, mit Naturwissenschaften zu vertauschen, die ihm noch am ehesten entsprechen. Auf dem Hof seines Onkels Robert durch Feld und Wald zu streifen und die Natur zu erleben ist ihm die liebste Beschäftigung. Er könnte sich vorstellen wieder zurückzukehren zu seinen ländlichen Wurzeln und Bauer zu werden. Seinen Dienst in der Armee, während dem er sich zum Offizier ausbilden lässt, absolviert er mit naiver Begeisterung. In der zugespitzten Situation des Generalstreiks steht er als an sich unpolitischer Mensch den Forderungen sowohl der Linken als auch der Rechten hilflos gegenüber. Schwer getroffen ist er, als sein Cousin und militärischer Kamerad Christian im Einsatz gegen die Streikenden an der Spanischen Grippe erkrankt und stirbt. René Junod, der Arzt, versucht ihm in einem ausführlichen nächtlichen Gespräch den Glauben an das politische System der Schweiz zurückzugeben, indem er ihn auf den Reichtum in der kulturellen, sprachlichen und religiösen Vielfalt aufmerksam macht und ihn hinweist auf die nicht dem Volk aufgezwungene, sondern von ihm gewollte und geschichtlich gelebte Einheit in dieser Vielfalt.

#### Gertrud Ammann
Die Tochter Ammanns ist mit dem ehrgeizigen und strammen Offizier Albrecht Hartmann verheiratet und hat zwei kleine Kinder. Während die Ehe äusserlich intakt scheint, beginnt Gertrud an der kalten und gefühlslosen Art Hartmanns, der auf ihre Empfindungen nicht einzugehen pflegt, zu verzweifeln. Sie zieht aus dem gemeinsamen Schlafzimmer aus. In Albin Pfister, einem Freund von Paul, begegnet sie einem sensiblen Dichter, dessen Gedichte sie ansprechen, der ihre Liebe zur Literatur teilt und mit dem sich eine tiefere Beziehung anzubahnen beginnt. Sie mietet eine eigene Wohnung, in die sie mit ihren Kindern umzieht und in der sie auch Albin empfängt. Und sie beginnt, zuerst noch zögernd, die Scheidung von Hartmann zu betreiben, ein schwieriges und langwieriges Unterfangen, da ihm keine offensichtlichen Verfehlungen angelastet werden können. Während einer gewissen Zeit bricht der Kontakt mit den Eltern ab, da Barbara über ihr Verhalten entsetzt ist. Als Albin an der Spanischen Grippe stirbt und Paul ihr von seinen letzten Tagen erzählt, realisiert sie, dass ihr seine religiöse Seite verschlossen geblieben war. Über der gemeinsamen Pflege Pauls – auch er grippekrank, aber überlebend – versöhnen sich Mutter und Tochter. Sie zieht mit ihren Kindern in das Elternhaus.
Weitere, strukturell wichtige fiktionale Personen, da sie erst die umfassende Sicht auf die schweizerische Gesellschaft ermöglichen, sind:

#### Robert Ammann
Der Bruder von Alfred verkörpert die bäuerliche Herkunft der Ammanns und markiert den Gegenpol zum bürgerlichen Liberalen. Er ist ein Protagonist der Gründung einer neuen Partei, da ihm die Liberalen zu wenig konsequent gegen die Forderungen der Sozialdemokraten vorgehen und sich zu wenig für die Interessen der Bauern einsetzen.

#### Gaston Junod
Der Schwager Ammanns ist Professor für Romanistik an der Universität Zürich. Er ist in Lausanne aufgewachsen, also ein Welscher, und repräsentiert dadurch den Gegenpol zu Severins Deutschfreundlichkeit. Dessen Provokationen führen denn auch zu einem tiefen Zerwürfnis zwischen ihm, Junod, und Ammann, der sich seiner Meinung nach nicht klar genug von Severin distanziert. Das Zerwürfnis wird erst anlässlich der Beerdigung von Klara, seiner Frau – der Schwester von Alfred – überwunden, zu einem Zeitpunkt, da auch in der Öffentlichkeit der Konflikt zwischen den Landesteilen an Schärfe verloren hat durch den Rücktritt von  Bundesrat Hoffmann und nach der Wahl des Genfers Ador zu seinem Nachfolger.

#### René Junod
Der Sohn von Gaston ist Bataillonsarzt in der Truppe, in der die wichtigsten Personen eingeteilt sind. Er ist nicht nur medizinischer, sondern auch gesellschaftlicher und politischer Diagnostiker. Ähnlich wie Paul ist er Beobachter aus analytischer Distanz; aber anders als Paul hat er seine Stellung in der Gesellschaft gefunden, urteilt er von gefestigter Warte. Als Sohn eines Welschen, aber in der Deutschschweiz aufgewachsen, ist er noch am ehesten in der Lage, die Kluft zwischen den Landesteilen zu überbrücken. So ist es an ihm, im letzten Kapitel des Romans, im Gespräch mit Fred, die Grundlagen für das künftige Zusammenleben in der Schweiz herauszuschälen und die Vision einer versöhnten Nation zu skizzieren.

#### Bosshart
Der andere Schwager Ammanns, Barbaras Bruder, ist gleichzeitig sein militärischer Vorgesetzter. Im Verkehr mit Bosshart fühlt sich Ammann immer unbehaglich, denn anders als er, der auch als Offizier menschlich bleiben will, neigt Bosshart zu absoluter Strenge und Disziplin und behandelt seine Untergebenen von oben herab. Er fördert die Karriere von Hartmann, auch gegen den Willen von Ammann, dessen Untergebener – und Schwiegersohn – Hartmann ist. Und er tritt ein für die Wahl von Ulrich Wille als Oberbefehlshaber, ebenfalls gegen die Meinung Ammanns. Er macht geltend, bei dieser entscheidenden Wahl dürfe es nicht um politische Rücksichten gehen, sondern allein die militärischen Fähigkeiten müssten ausschlaggebend sein. Er bestreitet in dem Zusammenhang überhaupt die Legitimität einer demokratischen Wahl. Dass er umgekehrt auch mit Vertrauen in die politischen Institutionen der Schweiz argumentieren kann, beweist er, als er von Severin angefragt wird, ob er die Führung der von Severin propagierten bürgerwehrartigen „nationalen Abwehrfront“ zur Beendigung des Generalstreiks übernehmen würde. Dies lehnt er ab mit dem Hinweis auf das tolerante demokratische Staatswesen, das das klügste sei, was sich das Volk im Lauf der Jahrhunderte habe schaffen können. Ausserdem vertraue er auf den „rechtzeitigen Gefechtsabbruch“, das heisst den Abbruch des Generalstreiks.

#### Albin Pfister
Der Freund Pauls und Geliebte Gertruds lebt in bescheidenen Verhältnissen. Er ist Dichter aus Berufung, und seine bescheidene Produktion bietet ihm keinen finanziellen Spielraum. Gegenüber Gertrud fühlt er bei aller Liebe manchmal eine Hemmung, da absehbar ist, dass er ihr nie das gesellschaftliche Leben wird bieten können, das sie – wie er voraussetzt – erwartet und auf das sie seiner Meinung nach Anrecht hat. In den Gesprächen mit Paul, Fred und Gertrud beklagt er mehrfach das fehlende Bewusstsein über den göttlichen Urgrund des Daseins, zum Beispiel im Sozialismus und im Marxismus; und obwohl er innerlich auf der Seite der Armen und Benachteiligten steht, hindert ihn das, sich einer solchen Bewegung anzuschliessen. Unter dem Druck des Militärdienstes, für den er zu empfindsam ist, verliert er seinen Lebenswillen. Er wendet sich innerlich von den Menschen ab und Gott zu. Er wendet sich so auch von Gertrud ab, aber ohne damit einen Schatten auf ihre Liebe zu werfen. Schliesslich stirbt er an der Spanischen Grippe.

### Personen der Zeitgeschichte
Die Personen der Zeitgeschichte, die für das historische Geschehen entscheidende Weichenstellungen bewirkten, spielen in der eigentlichen Romanhandlung oft nur untergeordnete Rollen. Trotzdem können sie für die Handlung wichtige Scharnierfunktionen haben. Die wichtigsten sind:

#### Wilhelm II
Der  deutsche Kaiser besuchte im Herbst 1912 die Schweiz und besichtigte ein grosses Manöver der Armee. Die Schweiz bereitete ihm einen begeisterten Empfang. Diese Episode bildet, als Vorspiel bezeichnet, den Anfang des Romans. Sie erlaubt, die deutschfreundliche Stimmung in gewissen Teilen der Schweiz zu zeigen, ihre Anfälligkeit für monarchischen Glanz und ein Licht zu werfen auf die engen Beziehungen des späteren Generals Ulrich Wille zum deutschen Kaiser.

#### Arthur Hoffmann
Bundesrat Arthur Hoffmann ist im Jahr 1914 Bundespräsident und führt das Politische Departement. Er ist die bestimmende Figur bei der Wahl des Oberbefehlshabers der Armee. Es gelingt ihm, gegen anfänglich starke Widerstände und Mehrheiten, die Wahl des als einseitig deutschfreundlich geltenden Ulrich Wille durch das Parlament durchzusetzen. Damit akzentuiert sich der sprachregionale Konflikt in der Schweiz. Im Jahr 1917 versuchte Hoffmann, zusammen mit Nationalrat Robert Grimm, einen Separatfrieden zwischen Deutschland und Russland zu vermitteln. Als das bekannt wurde, wurde der Schweiz Bruch der Neutralität vorgeworfen und Hoffmann musste aus der Regierung zurücktreten.

#### Ulrich Wille
Ulrich Wille hat die Schweizer Armee schon seit Jahren geprägt, hat sich für strenge Disziplin eingesetzt. Viele empfinden seinen Einfluss als „preussisch“ – und damit als unschweizerisch. Er hat denn auch persönliche Beziehungen zu Deutschland und zum Kaiser. Deshalb ist seine vom Bundesrat gewünschte Wahl zum Oberbefehlshaber der Armee mehr als umstritten und vor allem für den welschen Landesteil eine Provokation. Trotzdem kann sie durchgesetzt werden. Unter seinem Einfluss können sich Offiziere wie Bosshart und Hartmann entfalten, und so wird der Drill verschärft, was Fred in der Offiziersschule zu spüren bekommt.

#### Edouard Secretan
Secretan, ehemaliger hoher Offizier, ist Nationalrat und Chefredaktor der Gazette de Lausanne. Bei der Wahl des Oberbefehlshabers setzt er sich gegen Wille ein, unterliegt aber. In der Auseinandersetzung zwischen Deutsch und Welsch ist er der Scharfmacher auf der welschen Seite und damit der Gegenspieler Severins. In einer Nationalratsdebatte greift er Ammann an und macht ihn auf seine Verantwortung für den redaktionellen Inhalt des „Ostschweizers“ aufmerksam. In der Folge versucht denn auch Ammann an einer Sitzung der Redaktionskommission Severin besser unter Kontrolle zu bringen.

## Entstehung und Vorbilder
Erste Pläne zu einem Roman, der die Erlebnisse der Grenzbesetzung schildert, gehen auf die Zeit des Ersten Weltkrieges zurück. Inglin muss diese Ideen lange als Auftrag empfunden haben; die Ausführung konnte aber erst beginnen, nachdem er Tolstois Krieg und Frieden erneut gelesen hatte. Da muss ihm „plötzlich die Form vor Augen gestanden“ sein. Die eigentliche Schreibarbeit dauerte dann sechseinhalb Jahre, von 1931 bis 1938. Krieg und Frieden war in mancher Hinsicht wichtig für die Arbeit am Schweizerspiegel: Die Bewältigung eines figurenreichen Plots generell (allerdings gegenüber dem Vorbild schon deutlich reduziert), der Wechsel von militärischen und zivilen Szenerien, die Gestaltung des Wartens, der extrem langsamen Entwicklung im Militär. Inglin selber hat sich in die Tradition eines realistischen Erzählens gestellt, die für ihn durch Tolstoi, Flaubert und Thomas Mann definiert und geprägt ist und die jedenfalls mit einem „Abklatsch des Wirklichen“ nichts zu tun hat. Er strebt „Wirklichkeitsnähe“, „höchste Wahrscheinlichkeit und Lebendigkeit“ an. Bei Thomas Mann ist es vor allem der Roman Buddenbrooks, der als Familien- und Gesellschaftsroman eine direkte Beziehung zum Schweizerspiegel hat.
Für die besondere Familienkonstellation der Ammanns entscheidend war hingegen ein Roman eines andern Schweizer Schriftstellers: Ein Rufer in der Wüste von Jakob Bosshart. In beiden Werken gibt es eine auf dem Land, auf einem Bauernhof verwurzelte Familie; der eine Sohn bewirtschaftet noch den Hof, sein Bruder ist in die Stadt gezogen und hat Karriere gemacht. Dazu kommen weitere Gemeinsamkeiten, unter anderem ein „Schützenfest und eine Rede, die ihre immanente Kritik selber liefert“ sowie „der von der Linken enttäuschte Bürgersohn, der eine bessere Welt sucht“.

## Aufnahme und Auseinandersetzung
Der Schweizerspiegel ist bei seinem Erscheinen sofort als ausserordentliche schriftstellerische Leistung gewürdigt worden. So evozierte Carl Helbling in der  Neuen Zürcher Zeitung – übrigens in einer sonst durchwegs ambivalenten Rezension – einen „zweiten Band des ,Martin Salander‘“, den uns eine ganze Generation von Dichtern „schuldig geblieben“ sei. Karl Schmid verwies darauf, dass der Schweizerspiegel für die deutschschweizerische Literatur, in der noch immer der „gepflegte psychologische Roman“ einer Maria Waser oder „die in den Alpen lokalisierte romanhafte Novellistik  Ernst Zahns“ vorherrschend seien, etwas Neues darstelle. Und Albin Zollinger meinte gar: „Die Welt wird diese Dichtung zur Kenntnis nehmen und sie den bleibenden Gestaltungen ewigen Menschentums beigesellen.“ Dies, freilich, war übertrieben, wie schon Adolf Muschg festgestellt hat. Die begeisterten Reaktionen waren durchaus nicht auf die Schweiz beschränkt. Das Buch wird auch in Deutschland zur Kenntnis genommen und sogar in den USA. So schreibt der Rezensent der  New York Times: „‹Schweizerspiegel› is perhaps more typically Swiss than any other book of recent years.“
Bedenkt man die Zeitumstände bei der Erstpublikation 1938, so wird sofort klar, weshalb das Werk eine besondere Beachtung gefunden hat: Zu einer Zeit der äusseren Bedrohung durch aggressive faschistische und nationalsozialistische Nachbarländer war die grosse Erzählung von der erfolgreichen nationalen Selbstbehauptung hochwillkommen. Das Roman-Manuskript wurde an der  Landesausstellung 1939 ausgestellt, und in Inglins Armeeeinheit war die Lesung der Vereidigungsszene Programmpunkt einer «vaterländischen Feierstunde». Und so konnte Reinhardt Stumm geradezu feststellen: «Der Schweizerspiegel wurde zu einer Bastion im geistigen Befestigungssystem der Landesverteidigung, ein Roman wurde dienstverpflichtet.»
Es gab freilich auch kritische Stimmen, denen das Bild der Schweiz zu düster gemalt war: So lavierte Carl Helbling in seiner Rezension zwischen seiner eigenen positiven Einstellung und einem Diktum  Fritz Ernsts, der „das Schweizer Bild des Romans als ‚grau‘ empfand und die ‚Herztöne‘ vermisste.“ Beatrice von Matt hält fest: „So sehr waren selbst Leute wie Fritz Ernst damals vom Gedanken der geistigen Landesverteidigung erfüllt, dass sie nicht mehr unvoreingenommen zu lesen vermochten.“ Tatsächlich aber kann man, schon rein sprachlich, Farben vermissen. Ulrich Frei hält fest: „Der Schweizerspiegel gleicht in seiner Kargheit an Farben und seinem Reichtum an Abstufungen nicht einem Gemälde, sondern einem Relief“ und er rückt den Stil in die Nähe der Neuen Sachlichkeit, wie auch schon Beatrice von Matt. Der betont sachliche Zugriff ist einerseits dem Umstand geschuldet, dass ausführliche chronikalische Schilderungen eingebaut werden mussten, andererseits entspricht er der Anlage und dem Ziel des Romans, das nur darin bestehen kann, dass sich Ruhe und friedliche Koexistenz durchsetzen gegen heissblütige Aufwallungen und unbedachte Auflehnungen.
Interessanterweise haben auch  frontistische Kreise Gefallen gefunden an dem Werk. So lobt etwa Rolf Henne die Gestaltung des Divisionärs Bosshart als „Kriegsgurgel“. Da gerade Bosshart mit seiner Verweigerung gegenüber Severin und seinem Begriff des „rechtzeitigen Gefechtsabbruchs“ der Retter der freiheitlichen, liberalen Demokratie wird, kann es sich dabei nur um ein Missverständnis handeln. Dennoch bleibt ein „Unbehagen“, wie Paul Werner Hubatka festhält, und er identifiziert die tieferliegenden Gründe in der nachmaligen Nähe vieler höherer Offiziere zu deutschfreundlichen und frontistischen Kreisen, Offiziere, die im Schweizerspiegel teils persönlich auftreten, teils als Vorbild für fiktionale Gestalten gedient haben. Emil Sonderegger, zum Beispiel, der Kommandant der Ordnungstruppen zur Auflösung des Generalstreiks in Zürich, habe in den dreissiger Jahren ein Programm für eine faschistische Umgestaltung der Schweiz veröffentlicht, in welchem selbst übelster  Antisemitismus nicht fehle. Von da her sei Inglins Bezeichnung von Sonderegger als „ein[em] Mann von gerader und höchst entschlossener Art“ eigentlich nicht mehr statthaft gewesen zur Zeit der Abfassung des Schweizerspiegels.
Eine ähnliche Problematik liegt in der weitgehenden „Ausklammerung der industriellen Arbeitswelt“ und der Konzeption Freds, des jüngsten Sohnes von Ammann, als Träger der vermittelnden Lösung. Es darf vermutet werden, dass er am Ende den Bauernhof übernehmen wird, von dem die Familie stammt, und dem nach dem Grippetod Christians der künftige Bauer fehlt. Dies ist letztlich ein rückwärts gewandter Lösungsansatz und so schliesst Paul Werner Hubatka: „...mochte unser Autor [Inglin] sehr wohl ahnen, dass der durch Fred dargestellte Lösungsweg aus der Wirrnis der Gegenwart keiner ist.“
Auch wenn möglicherweise an dem grossen Vorhaben, das der Schweizerspiegel für den Autor darstellte, nicht alles gelungen sein mag, so hat Inglin doch „In einer neuen Besinnung auf die gegenwärtige, gefährdete und zu wahrende Demokratie [...] den Rückzug in archaische oder zeitlose Urgründe [...] entschlossen“ abgebrochen. Die Absicht, für die Gegenwart zu wirken, zeigt sich wohl am eindeutigsten an der tendenziell negativ gezeichneten Figur Severins, von der ein direkter Weg zu den Frontisten führt. Umso bemerkenswerter ist die Tatsache, dass der Roman 1938 in einem deutschen Verlag erscheinen konnte: „... der Staackmann Verlag – anders als schweizerische Verlage – riskierte dabei nicht wenig. Die Absage an jeden Führermythos, das militante Plädoyer gegen militante »Lösungen« waren eine unverhüllte Provokation des Regimes.“

## Überarbeitung
Wie viele andere Werke hat Inglin auch den Schweizerspiegel überarbeitet. 1955 erschien eine um ungefähr einen Viertel gekürzte Fassung. Während die tragenden Handlungsstränge erhalten geblieben sind, fielen einige weniger wichtige Episoden und einige Nebenfiguren den Streichungen zum Opfer. Stilistisch war es wohl der Versuch, sich „klassischen Werken“ anzunähern. Inhaltlich sind vor allem pikante Passagen, besonders auch solche mit sexuellen Bezügen, gestrichen worden. Es ist auch einiges an Welthaltigkeit verlorengegangen, so etwa wenn „die ganze Emigrantenboheme“ wegfällt. Während  Werner Weber die neue Fassung lobt („Es ist der selbe Spiegel; aber er ist jetzt von größter Reinheit, nichts mehr erscheint in ihm gelängt oder verkürzt, nichts mehr wolkig überhaucht. Seine Auskunft ist kräftig, rein, hell.“), ist es für Adolf Muschg „Entbehrlicher Kleinmut [...], wenn er bei der Überarbeitung 1955 alles zurücknahm, was ihm von ferne verfänglich schien – Politisches und Erotisches.“ Und nach Beatrice von Matt ist die erste Fassung der zweiten unter anderem deshalb vorzuziehen, weil zum Beispiel eine Figur wie Gertrud durch die Überarbeitung viel von ihrer Modernität verloren hat. Jakob Tanner vermutet, dass Inglin den Roman unter dem Einfluss der in der Nachkriegszeit sehr präsenten antikommunistischen Geistigen Landesverteidigung umgearbeitet habe, sich die Neufassung also vor allem dem Zeitgeist verdanke.

## Wirkungsgeschichte
Unter dem Titel „La Suisse dans un miroir“ erschien 1985 in Lausanne eine französische Übersetzung von Michel Mamboury bei den Editions de l’Aire Ex libris.
In Otto F. Walters umfangreichem Roman Zeit des Fasans wird der Schweizerspiegel nicht nur erwähnt, sondern „heftig“ gerühmt – und er wird gelesen! Er war auch das Vorbild für Zeit des Fasans.

### Textausgaben
- Meinrad Inglin: Schweizerspiegel, Staackmann Verlag, Leipzig 1938, 1066 Seiten
- Meinrad Inglin: Schweizerspiegel, Neue Fassung, Atlantis Verlag, Zürich 1955, 663 Seiten
- Meinrad Inglin: Schweizerspiegel, Neue Fassung, vom Verfasser durchges. neue Aufl., Atlantis Verlag, Zürich 1965, 731 Seiten
- Meinrad Inglin: Schweizerspiegel, in: Werkausgabe in 8 Bänden, hrsg. von Beatrice von Matt, Band 4, Atlantis Verlag, Zürich 1981, 960 Seiten, ISBN 3-7611-0613-0
- Meinrad Inglin: Schweizerspiegel, in: Gesammelte Werke in zehn Bänden, hrsg. von Georg Schoeck, Bände 5.1/5.2, Ammann Verlag, Zürich 1987, 996 Seiten, ISBN 3-250-10070-6
- Meinrad Inglin: Schweizerspiegel, Ullstein, Berlin 1998, 989 Seiten, ISBN 978-3-548-24426-6
- Meinrad Inglin: Schweizerspiegel, in: Gesammelte Werke in 10 Bänden, hrsg. Von Georg Schoeck, Neuausgabe, Band 5, Limmat Verlag, Zürich 2014, 899 Seiten, ISBN 978-3-85791-744-8

### Sekundärliteratur
- Beatrice von Matt: Meinrad Inglin. Eine Biographie. Zürich 1976
- Beatrice von Matt: Nachwort. In: Meinrad Inglin, Schweizerspiegel. Roman, Gesammelte Werke in 10 Bänden, hrsg. v. Georg Schoeck, Neuausgabe Bd. 5, Zürich 2014, S. 875–890, ISBN 978-3-85791-744-8
- Egon Wilhelm: Meinrad Inglin – Weite und Begrenzung. Roman und Novelle im Werk des Schwyzer Dichters. Diss., Zürich 1957
- Ilse Leisi: Die beiden Fassungen von Meinrad Inglins „Schweizerspiegel“. In: Neue Zürcher Zeitung vom 3. Dezember 1972, S. 49–50
- Paul Werner Hubatka: Schweizergeschichte im 'Schweizerspiegel'. Versuch einer geschichtlichen Ortung von Meinrad Inglins Roman. Diss. Bern 1985 (Europ. Hochschulschriften, Reihe 1, Deutsche Sprache und Literatur, Band 868), ISBN 3-261-04084-X
- Ulrich Frei: Nachwort. In: Meinrad Inglin, Schweizerspiegel. Roman, Gesammelte Werke in 10 Bänden, hrsg. v. Georg Schoeck, 5.2, Zürich 1987, S. 975–996, ISBN 3-250-10070-6
- Adolf Muschg: Ausser Spesen nichts gewesen? Adolf Muschg über Meinrad Inglin: „Schweizerspiegel“ (1938). In: Marcel Reich-Ranicki (Hrsg.): Romane von gestern – heute gelesen. Bd. III 1933–1945, Frankfurt am Main 1996, S. 163–170